# Use Your Illusion II
A Use Your Illusion II a Guns N’ Roses nevű amerikai hard rock zenekar negyedik stúdióalbuma. A lemezt a Use Your Illusion turné alatt adták ki, a Use Your Illusion I-el együtt, gyakran dupla albumként emlegetik a két alkotást. Az első kiadott kislemez, a "You Could Be Mine" miatt a Use Your Illusion II sikeresebb lett társánál, az első héten 770,000 példány fogyott, valamint a Billboard lista első helyén debütált, szemben a Use Your Illusion I-el, amely a második helyre került és 685,000 példányt adtak el belőle az első héten. Mindkét album hétszeres platina státuszt ért el. Az UK Albums listán szintén az első helyet foglalta el, ám csak egy hétig maradt ott.

## Háttér
A Use Your Illusion-albumok fordulópontot jelentettek a Guns N’ Roses hangzásában (lásd a Use Your Illusion I cikket). A Use Your Illusion II ráadásul politikaibb, olyan dalokkal mint a "Civil War", a "Knockin’ on Heaven’s Door" című Bob Dylan-dal feldolgozása és a "Get in the Ring", amely az erőszak témáival, a törvényekkel és a médiával foglalkozik. Az anyag kevésbé foglalkozik a droghasználattal, mint a korábbi Guns N’ Roses-albumok. A Use Your Illusion I-en főleg olyan dalok voltak, amik még az Appetite for Destruction előtt íródtak, az Use Your Illusion II olyan dalokat tartalmaz, amiket az Appetite-időszak után kezdtek írni.
A "Knockin’ on Heaven’s Door" feldolgozása majdnem egy évvel az album kiadása előtt jelent meg, a Mint a villám filmzenéjén. A "Civil War" az 1990-es Farm Aid koncerten debütált. Ezen a koncerten a Guns N’ Roses előadta a U.K. Subs együttes "Down on the Farm" dalának feldolgozását. A "Civil War" a "You Could Be Mine" kislemez B-oldalára került fel. A dal ezen kívül a Nobody’s Child albumra is felkerült. Az album bevételét a román árváknak adományozták.
Az első kislemez a "You Could Be Mine" 1991 júniusában jelent meg és szerepelt a Terminátor 2 – Az ítélet napja című filmben. A dal a T2 filmzenéjén azonban már nem szerepelt. Az együttes videóklipet is forgatott, amelyben Arnold Schwarzenegger is megjelent a Terminátor szerepében, a feladata az volt, hogy megölje Axl Rose-t. A dal eredetileg Izzy Stradlin és exbarátnője Angela Nicoletti sikertelen kapcsolatáról szól.
A Use Your Illusion albumokat sokan összefüggő munkának tartják, a Use Your Illusion II is ezt a tényt bizonyítja. Mindkét albumon szerepel a "Don’t Cry" című dal, bár különböző verzióban, mindkét albumon található egy-egy feldolgozás; A "Live and Let Die" eredetileg egyPaul McCartney-dal (Use Your Illusion I), és a "Knockin’ on Heaven’s Door" Bob Dylantől (Use Your Illusion II). Mindkét lemezen van legalább egy olyan dal, amit a zenekar egy másik tagja énekel: a "So Fine"-ban a basszusgitáros Duff McKagan énekel, a dalt Johnny Thunders emlékére írta, aki drogtúladagolásban halt meg, még az album felvétele előtt. A "14 Years" dalt Izzy Stradlin adja elő (Izzy a "Dust N’ Bones," "You Ain’t The First" és a "Double Talkin’ Jive" dalokban is énekelt, az Use Your Illusion I albumon).
A "Get in the Ring" című dalban az együttes beszól minden olyan személynek, akik korábban elítélték a zenekart és rossz véleménnyel voltak róluk. Sokan ezek közül újságírók voltak.
A "My World" című dal volt az utolsó a lemezről, ez még a tagoknak is meglepetést okozott. A dalban egyedül Axl Rose szerepel, a többi tag az album megjelenése előtt nem is tudta, hogy létezik a szerzemény.
A zenekarnak kisebb nehézsége akadt mindkét album végső hangjainak keverésénél. Egy 1991-es Rolling Stone magazinban megjelent címlapsztori szerint 21 dal keverésének elkészítése után a zenekar elbocsátotta Bob Clearmountain producert, helyére Bill Price került, aki korábban olyan együttesekkel dolgozott együtt, mint a Sex Pistols.
Slash elmondta, hogy a dalok legnagyobb részét akusztikusan írta néhány éjszaka alatt a házában, több hónapos szünet után.

## Információ a dalokról

### 14 Years
A második dal a lemezről. Ez az egyik a kevés Guns N’ Roses-dal közül, amiben Izzy Stradlin énekel, kivéve a refrént, amit Rose-al közösen adnak elő. A dal Rose és Stradlin 14 éves barátságáról szól. Egy korábbi demo-változatban eltérő szövegek voltak, a végső változatban az első versszakot és a refrént alakítottak át egy kissé, a második és harmadik versszakokat pedig teljesen.

### Shotgun Blues
A dalt Axl Rose írta, az albumon a hatodik sorszámú. Érdekessége a dalnak az, hogy Izzy Stradlin helyett Rose játszik ritmusgitáron, Stradlin a refrénben háttérvokálozik. Az együttes ezt a dalt sosem adta elő élőben.

### Breakdown
A hetedik dal az albumról. Axl Rose elmondta, hogy a dal végén található vokál volt az egyetlen dolog, amivel nem volt elégedett az Use Your Illusion lemezeken. Slash szerint ez volt az egyik legnehezebben felvett dal a lemez készítése során. A gitárt, dobot és a zongorarészeket nehéz volt szinkronba hozni. Matt Sorum dobos sokszor elvesztette a fonalat, miközben megpróbált a jobb ritmusra fókuszálni.

### Locomotive
A "Locomotive" a kilencedik dal a lemezről. Slash a dalt Gibson Explorer gitárral játszotta fel, a tisztább hangzás érdekében. A dalt még ő és Izzy Stradlin írta Hollywood Hills-ben, az Appetite for Destruction turnét követően. A zenekar funk-metal elemeket is felhasznált a dalban. A dal egyik sora a dupla albumok címére utal: "You can use your illusion/let it take you where it may." Külön érdekesség, hogy a dalban hallható összes gitárrészt Slash játszotta fel. Izzy Stradlin nem jelent meg a dalban.

### So Fine
A "So Fine" a tizedik dal a lemezről. Duff McKagan basszusgitáros énekli, ezen kívül a szöveget is ő írta, az akkoriban elhunyt punk rocker Johnny Thunders emlékére.

## Borító

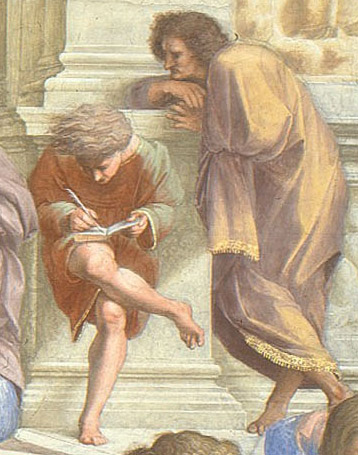
Raffaello, Athéni iskola (részlet)

Mindkét Use Your Illusion album borítóján Raffaello "Athéni iskola" című festményének (jobban mondva annak egy részlete) pop-artos módosítása található. A kihangsúlyozott figurát (ellentétben a többi festményen szereplővel) nem azonosították semmilyen különleges filozófussal.
Mindkét borító az észt-amerikai festő Mark Kostabi munkája.

## Az album dalai
|     | Cím                                               | Szerző(k)                                   | Hossz |
| --- | ------------------------------------------------- | ------------------------------------------- | ----- |
| 1.  | Civil War                                         | Axl Rose, Slash, Duff McKagan               | 7:43  |
| 2.  | 14 Years                                          | Rose, Izzy Stradlin                         | 4:21  |
| 3.  | Yesterdays                                        | Rose, West Arkeen, Del James, Billy McCloud | 3:16  |
| 4.  | Knockin’ on Heaven’s Door (Bob Dylan feldolgozás) | Bob Dylan                                   | 5:36  |
| 5.  | Get in the Ring                                   | Rose, Slash, McKagan                        | 5:41  |
| 6.  | Shotgun Blues                                     | Rose                                        | 3:23  |
| 7.  | Breakdown                                         | Rose                                        | 7:05  |
| 8.  | Pretty Tied Up                                    | Stradlin                                    | 4:48  |
| 9.  | Locomotive                                        | Rose, Slash                                 | 8:42  |
| 10. | So Fine                                           | McKagan                                     | 4:06  |
| 11. | Estranged                                         | Rose                                        | 9:23  |
| 12. | You Could Be Mine                                 | Rose, Stradlin                              | 5:44  |
| 13. | Don’t Cry (alternate lyrics)                      | Rose, Stradlin                              | 4:44  |
| 14. | My World                                          | Rose                                        | 1:24  |

## Közreműködők
Guns N’ Roses
- Axl Rose – ének, zongora, ritmusgitár, hangeffektusok, producer, művészeti rendező, grafikus design
- Slash – szólógitár, ritmusgitár, akusztikus gitár, banjo, producer, művészeti rendező, grafikus design
- Izzy Stradlin – ritmusgitár, háttérvokál, producer
- Duff McKagan – basszusgitár, háttérvokál, ének, producer
- Matt Sorum – dob, ütőhangszerek, háttérvokál, producer
- Dizzy Reed – billentyű, zongora, orgona, háttérvokál

Egyéb közreműködők
| - Johann Langlie – dob, billentyű és hangeffektus a 14. dalban - Steven Adler – dob 1. dalban - The Water – háttérvokál a 4. dalban - Howard Teman – zongora a 10. dalban - Shannon Hoon – ének a 13. dalban - Mike Clink – producer, hangmérnök - Jim Mitchell – kiegészítő mérnök - Bill Price – keverés - George Marino – mastering | - Kevin Reagan – művészeti rendező, grafikus design - Mark Kostabi – borító/artwork - Robert John – fényképek - Allen Abrahamson – mérnök asszisztens - Buzz Burrowes – mérnök asszisztens - Chris Puram – mérnök asszisztens - Craig Portelis – mérnök asszisztens | - Ed Goodreau – mérnök asszisztens - Jason Roberts – mérnök asszisztens - John Aguto – mérnök asszisztens - L. Stu Young – mérnök asszisztens - Leon Ganado – mérnök asszisztens - Mike Douglass – mérnök asszisztens - Talley Sherwood – mérnök asszisztens |

## Populáris kultúrában és filmekben
Az album címe egy vicc tárgya volt Az ítélet: család című sorozat egyik részében. A részben Tony Wonder (Ben Stiller játszotta) el akara nevezni házi videóját, végül a Use our Illusion II-t adja neki, mivel a Use Your Illusion már foglalt. Így abban a hitben döntött, hogy ilyen album név nincs. Végül a cím Use Your Allusion-ra változik.
Az album szerepelt a Terminátor: Megváltás című filmben, mikor John Connor megtalálja a lemezt, amit fiatal korában hallgatott. A "You Could Be Mine" szintén hallható az egyik jelenetben.

## Érdekességek
- A "You Could Be Mine" című dal "With your bitch slap-rappin’ and your cocaine tongue, You get nuthin’ done" sorai már az Appetite for Destruction belső füzetében is megjelent.
- Az album belső füzetében leírják, hogy az "Ain’t It Fun" című dal a "The Spaghetti Incident?" nevű lemezen fog megjelenni.